# Tokyo International Book Fair

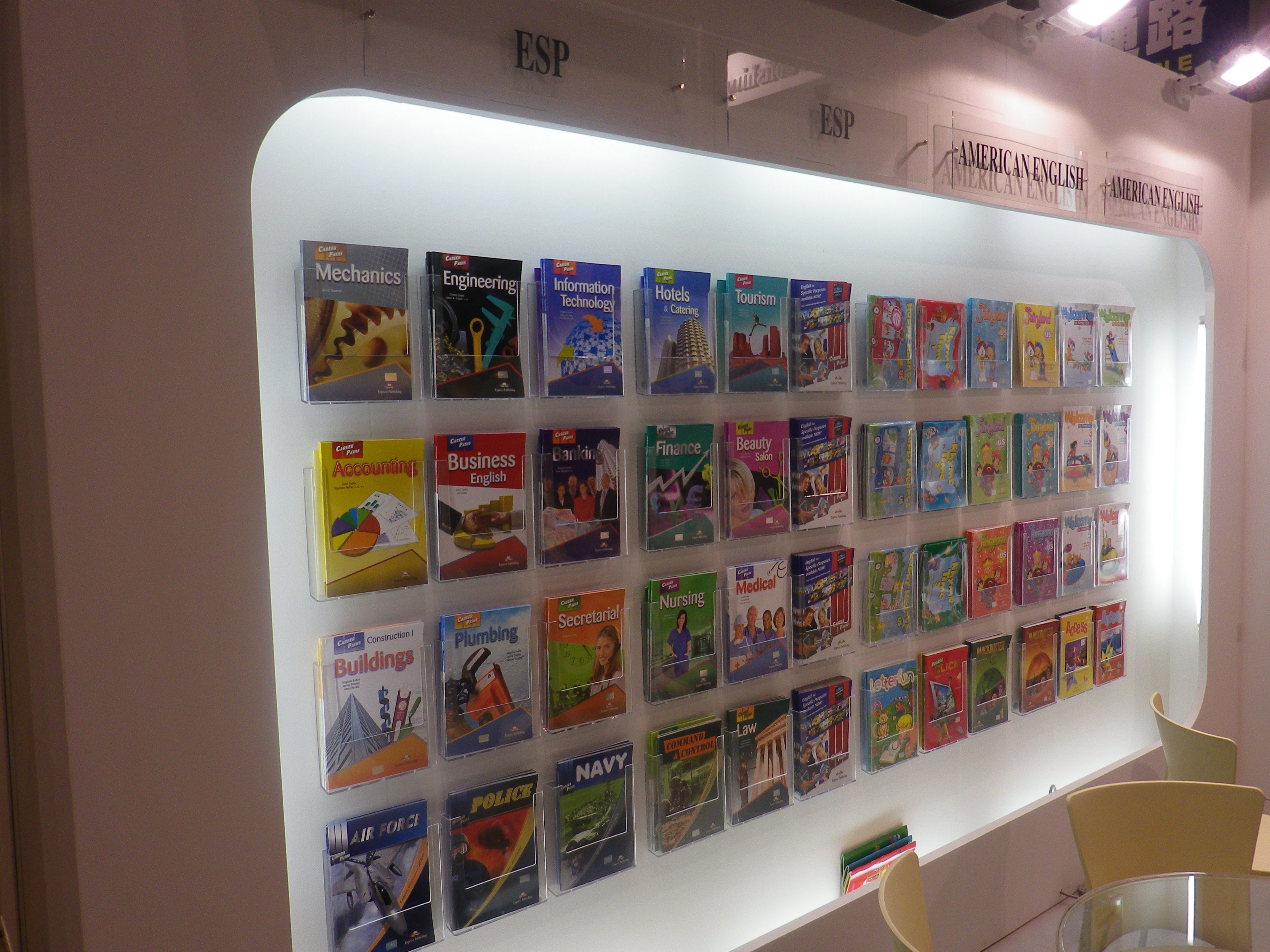
Image de l'édition 2012.

La Tokyo International Book Fair (TIBF) est une foire du livre se tenant chaque année au Tokyo Big Sight à Tōkyō.
Son objectif est de faire découvrir aux visiteurs occidentaux ce qui intéresse les Japonais.
En 2007, 770 exposants, la plupart japonais, sont présents et près de 14 000 personnes en tant que visiteurs chaque jour. En 2011, pour sa 19e édition, jumelée avec l'exposition internationale d'édition numérique, elle accueille un millier d'exposants et près de 100 000 visiteurs,.